# Kristian Thorstvedt
Kristian Thorstvedt (Stavanger, 1999. március 13. –) norvég válogatott labdarúgó, az olasz Sassuolo középpályása.
Apja, Erik Thorstvedt szintén labdarúgó volt.

## Pályafutása

### Klubcsapatokban
Thorstvedt a norvégiai Stavanger városában született. Az ifjúsági pályafutását a helyi Viking csapatában kezdte, majd 2013-ban a Stabæk akadémiájánál folytatta.
2018-ban mutatkozott be a Viking másodosztályban szereplő felnőtt csapatában. Először a 2018. április 10-ei, Mjøndalen elleni mérkőzés félidejében Jordan Hallam cseréjeként lépett pályára. Első gólját 2018. április 22-én, az Åsane ellen 4–0-ra megnyert találkozón szerezte. A 2018-as szezonban feljutottak az Eliteserienbe. 2019-ben 26 mérkőzésen 10 gólt ért el.
2020. január 3-án 3½ éves szerződést kötött a belga első osztályban érdekelt Genk együttesével. 2020. január 19-én, a Zulte-Waregem ellen 3–0-ra megnyert bajnokin debütált és egyben megszerezte első gólját a klub színeiben. 2021. május 20-án, a Royal Antwerp ellen 4–0-ás győzelemmel zárult mérkőzése mesterhármast szerzett.
2022. július 12-én az olasz Sassuolo szerződtette. Először a 2022. augusztus 8-ai, Modena ellen 3–2-re elvesztett olasz kupamérkőzésen lépett pályára. A ligában 2022. augusztus 15-én, a Juventus ellen 3–0-ra elvesztett találkozón debütált. Első gólját 2022. október 2-án, a Salernitana ellen hazai pályán 5–0-ás győzelemmel zárult bajnokin szerezte meg.

### A válogatottban
Thorstvedt az U19-es, az U20-as és az U21-es korosztályokban is képviselte Norvégiát.
2020-ban debütált a norvég válogatottban. Először a 2020. november 18-ai, Ausztria elleni mérkőzés 67. percében Mats Møller Dæhlit váltva lépett pályára. Első válogatott gólját 2021. március 24-én, Gibraltár ellen 3–0-ra megnyert VB-selejtezőn szerezte.

## Statisztikák
2023. május 26. szerint
| Klub     | Szezon   | Osztály        | Bajnokság | Bajnokság | Kupa  | Kupa | Nemzetközi | Nemzetközi | Összesen | Összesen |
| Klub     | Szezon   | Osztály        | Meccs     | Gól       | Meccs | Gól  | Meccs      | Gól        | Meccs    | Gól      |
| -------- | -------- | -------------- | --------- | --------- | ----- | ---- | ---------- | ---------- | -------- | -------- |
| Viking   | 2018     | OBOS-ligaen    | 24        | 9         | 1     | 0    | —          | —          | 25       | 9        |
| Viking   | 2019     | Eliteserien    | 26        | 10        | 6     | 3    | —          | —          | 32       | 13       |
| Viking   | Összesen | Összesen       | 50        | 19        | 7     | 3    | 0          | 0          | 57       | 22       |
| Genk     | 2019–20  | Jupiler League | 8         | 1         | 0     | 0    | —          | —          | 2        | 0        |
| Genk     | 2020–21  | Jupiler League | 30        | 7         | 4     | 2    | —          | —          | 34       | 9        |
| Genk     | 2021–22  | Jupiler League | 35        | 6         | 2     | 1    | 8          | 0          | 45       | 7        |
| Genk     | Összesen | Összesen       | 73        | 14        | 6     | 3    | 8          | 0          | 87       | 17       |
| Sassuolo | 2022–23  | Serie A        | 31        | 2         | 1     | 0    | —          | —          | 32       | 2        |
| Összesen | Összesen | Összesen       | 154       | 35        | 14    | 6    | 8          | 0          | 176      | 41       |

### A válogatottban
| Válogatott | Év       | Pályára lépés | Gól |
| ---------- | -------- | ------------- | --- |
| Norvégia   | 2020     | 1             | 0   |
| Norvégia   | 2021     | 10            | 3   |
| Norvégia   | 2022     | 7             | 1   |
| Norvégia   | 2023     | 3             | 0   |
| Összesen   | Összesen | 21            | 4   |

#### Góljai a válogatottban
| # | Időpont             | Helyszín                                        | Ellenfél     | Gólok | Eredmény | Kiírás               |
| - | ------------------- | ----------------------------------------------- | ------------ | ----- | -------- | -------------------- |
| 1 | 2021. március 24.   | Victoria Stadion, Gibraltár                     | Gibraltár    | 2–0   | 3–0      | 2022-es VB-selejtező |
| 2 | 2021. szeptember 7. | Ullevaal Stadion, Oslo, Norvégia                | Gibraltár    | 1–0   | 5–1      | 2022-es VB-selejtező |
| 3 | 2021. október 8.    | Şükrü Saracoğlu Stadion, Isztambul, Törökország | Törökország  | 1–1   | 1–1      | 2022-es VB-selejtező |
| 4 | 2022. március 29.   | Ullevaal Stadion, Oslo, Norvégia                | Örményország | 3–0   | 9–0      | Barátságos mérkőzés  |

## Sikerei, díjai
Viking
- OBOS-ligaen
  - Feljutó (1): 2018

- Norvég Kupa
  - Győztes (1): 2019

Genk
- Jupiler League
  - Ezüstérmes (1): 2020–21

- Belga Kupa
  - Győztes (1): 2020–21

- Belga Szuperkupa
  - Döntős (1): 2021–22